# Орский краеведческий музей
Орский краеведческий музей — музей историко-краеведческой направленности. Расположен в г. Орске.

## История
Первая попытка создания музея была предпринята в 1934—1935 годах под руководством Г. С. Кобелева. Была собрана коллекция местных минералов, которую не могли экспонировать, так как своего помещения у музея не было.
Вторая попытка создания музея была предпринята в 1937 году известным геологом Иосифом Леонтьевичем Рудницким, который работал тогда в геологическом отделе при управлении Уполномоченного Наркомтяжпрома (г. Орск). Обоснованием идеи о создании музея было проведение XVII Международный геологический конгресс в Москве, который был намечен на лето 1937 года, и после конгресса его участники в составе экскурсии должны были посетить Урал, конечной точкой экскурсии являлся Орск и его окрестности. 13 февраля 1937 года И. Л. Рудницкий выступил на заседании Орского горсовета с предложением о создании в Орске геологического музея. Предложение было одобрено, и был назначен заведующий музеем — Иван Петрович Тумашев. Музей не был открыт по причине отсутствия выделенного помещения.
В сентябре 1938 года временно разместили музей в одной из комнат школы № 16, находившейся тогда на территории нынешнего Старого города.
Позже помещение под музей было выделено в Форштадте, в доме на углу улиц Урицкого и Ульянова (№ 40/20). Это было одноэтажное здание, построенное в начале XX века как жилой дом.
Музей открылся 18 июня 1939 года. В его коллекции тогда было около 2800 музейных предметов: образцы рудных и нерудных полезных ископаемых, драгоценных и декоративных камней и т. п.
В годы Великой Отечественной войны музей был временно закрыт и его экспонаты хранились в ящиках в подвале одной из школ. В 1947 году музей возобновляет свою работу по сбору экспонатов, а в 1950 году принял первых посетителей в помещении бывшего кинотеатра на улице К. Маркса.
Переезд в современное помещение (проспект Ленина, д. 46) состоялось в 1958 году.

## Современность
Музей открылся 18 марта 2011 года после проведенной реконструкции. Заменено оборудование, перекомпонована экспозиция.
Проводятся тематические выставки, посвященные различным датам, как национального, так и местного масштаба (юбилейные мероприятия, посвященные победе в ВОВ, выставка самоваров и т. д.).
В Городском выставочном центре — филиале музея проводятся выставки картин.
Сотрудники музея ведут научную работу как по истории города, обрабатывая архивные источники, так и работая в летних археологических экспедициях, исследуя курганы Восточного Оренбуржья.
В 2014 году музей отметил 75-летний юбилей.
Музей награждался грамотами конкурсов регионального масштаба.

## Экспозиция
Полная коллекция экспонатов насчитывает более 75000 единиц хранения.
Действуют постоянные экспозиции о геологической истории края, о истории освоения этой территории человеком, об Орске во времена царской России, и об истории Орска после революции (индустриализация, война, освоение целины).
Действует филиал музея «Т. Г. Шевченко в Орской крепости» — о ссылке Шевченко в Орск.

## Издания
- Краеведческий вестник. Орск: 2004 г.
- Хронограф города. Орск: 2005 г.
- Император белых чашек. Русские самовары в собрании Орского историко-краеведческого музея, Орск: 2009 г.
- Черкас Т. Г. Орск: от крепости до города: монография. — Орск: Издательство ОГТИ, 2010. — 263 с.